# Cleveland
Cleveland, oficialmente City of Cleveland, es una ciudad en el estado estadounidense de Ohio y la sede del condado de Cuyahoga. Ubicado en la parte noreste del estado, está situado a lo largo de la costa sur del lago Erie, al otro lado de la frontera marítima de Estados Unidos con Canadá y aproximadamente a 97 km al oeste de Pensilvania. La ciudad más grande en el lago Erie y una de las principales ciudades de la región de los Grandes Lagos, Cleveland se ubica como la 54.ª ciudad más grande de los Estados Unidos con una población en 2020 de 372 624 habitantes. La ciudad ancla tanto el área estadística metropolitana (MSA) del Gran Cleveland como el área estadística combinada (CSA) más grande de Cleveland-Akron-Canton. La CSA es la más poblada de Ohio y la 17 más grande del país, con una población de 3,63 millones en 2020, mientras que la MSA ocupa el puesto 34 con 2,09 millones.
Cleveland fue fundada en 1796 cerca de la desembocadura del río Cuyahoga por el general Moses Cleaveland, que le dio su nombre. Su ubicación tanto en la orilla del río como en la del lago le permitió convertirse en un importante centro comercial e industrial, atrayendo a un gran número de inmigrantes y migrantes. Una ciudad portuaria, Cleveland está conectada con el Océano Atlántico a través de la vía marítima de San Lorenzo. Su economía se basa en sectores diversificados como la fabricación, los servicios financieros, la atención médica, la biomedicina y la educación superior. El PIB de Greater Cleveland MSA fue de 135 000 millones de dólares en 2019. En combinación con Akron MSA, la economía metropolitana de siete condados de Cleveland-Akron fue de 175 mil millones de dólares en 2019, la más grande de Ohio, lo que representa el 25 % del PIB del estado.
Designada como una ciudad global "Gamma" por Globalization and World Cities Research Network, Cleveland alberga varias instituciones culturales importantes, incluido el Museo de Arte de Cleveland, el Museo de Historia Natural de Cleveland, la Orquesta de Cleveland, Playhouse Square y el Salón de la Fama del Rock and Roll. Conocida como he Forest CityL (lit. a ciudad del bosque), entre muchos otros apodos, Cleveland es el centro del sistema de reservas naturales Cleveland Metroparks. Entre los equipos deportivos profesionales de las ligas mayores están los Cleveland Browns, los Cleveland Cavaliers y los Cleveland Guardians.

## Historia
Cleveland fue fundada el 22 de julio de 1796 por topógrafos de Connecticut Land Company cuando dividieron la Reserva Occidental de Connecticut en municipios y una ciudad capital. Llamaron al nuevo asentamiento "Cleaveland" en honor a su líder, el general Moses Cleaveland, un veterano de la Guerra de Independencia. Cleaveland supervisó el diseño al estilo de Nueva Inglaterra del plan para lo que se convertiría en el centro de la ciudad moderno, centrado en Public Square, antes de regresar a Connecticut, para nunca más visitar Ohio.
El primer colono europeo permanente en Cleaveland fue Lorenzo Carter, quien construyó una cabaña a orillas del río Cuyahoga. La comunidad emergente sirvió como un importante puesto de abastecimiento estadunidense durante la batalla del Lago Erie en la guerra anglo-estadounidense de 1812. Los lugareños adoptaron al comodoro Oliver Hazard Perry como un héroe cívico y erigieron un monumento en su honor décadas después. En gran parte gracias a los esfuerzos del primer abogado del acuerdo, Alfred Kelley, el pueblo de Cleaveland se incorporó el 23 de diciembre de 1814.
A pesar de las tierras bajas pantanosas cercanas y los duros inviernos, la ubicación frente al mar de la ciudad resultó ser una ventaja, ya que le dio acceso al comercio de los Grandes Lagos. Creció rápidamente después de la finalización en 1832 del Canal de Ohio y Erie. Este enlace clave entre el río Ohio y los Grandes Lagos lo conectó con el Océano Atlántico a través del canal Erie y el río Hudson, y más tarde a través de la vía marítima del San Lorenzo. Sus productos podrían llegar a los mercados del Golfo de México a través del río Misisipi. El crecimiento de la ciudad continuó con conexiones ferroviarias adicionales.
En 1831, el periódico The Cleveland Advertiser modificó la ortografía del nombre de la ciudad. Para encajar el nombre en la cabecera del periódico, los editores eliminaron la primera "a", reduciendo el nombre de la ciudad a Cleveland, que finalmente se convirtió en la ortografía oficial. En 1836, Cleveland, entonces limitada a la orilla este del río Cuyahoga, se incorporó oficialmente como ciudad y John W. Willey fue elegido su primer alcalde. Ese mismo año, casi estalló en una guerra abierta con la vecina Ohio City por un puente que conectaba las dos comunidades. La Ohio City siguió siendo un municipio independiente hasta su anexión por Cleveland en 1854.

Vista aérea de Cleveland en 1877

Sede de un grupo vocal de abolicionistas, Cleveland (nombre en código "Station Hope") fue una parada importante en el Ferrocarril Subterráneo para los esclavos afroamericanos que huían hacia Canadá. La ciudad también sirvió como un centro importante para la Unión durante la Guerra Civil. Décadas más tarde, en julio de 1894, las contribuciones durante la guerra de aquellos que servían a la Unión desde Cleveland y el condado de Cuyahoga serían honradas con el Monumento a los Soldados y Marineros en Public Square.

### Crecimiento y expansión
Tras la guerra, Cleveland registró un rápido crecimiento. Su ubicación geográfica privilegiada como centro de transporte entre el Nordestey el Medio Oeste desempeñó un papel importante en su desarrollo como centro comercial. La ciudad sirvió como destino para el mineral de hierro enviado desde Minnesota, junto con el carbón transportado por ferrocarril. En 1870, John D. Rockefeller fundó Standard Oil en Cleveland. En 1885, trasladó su sede a Nueva York, que se había convertido en un centro de finanzas y negocios.

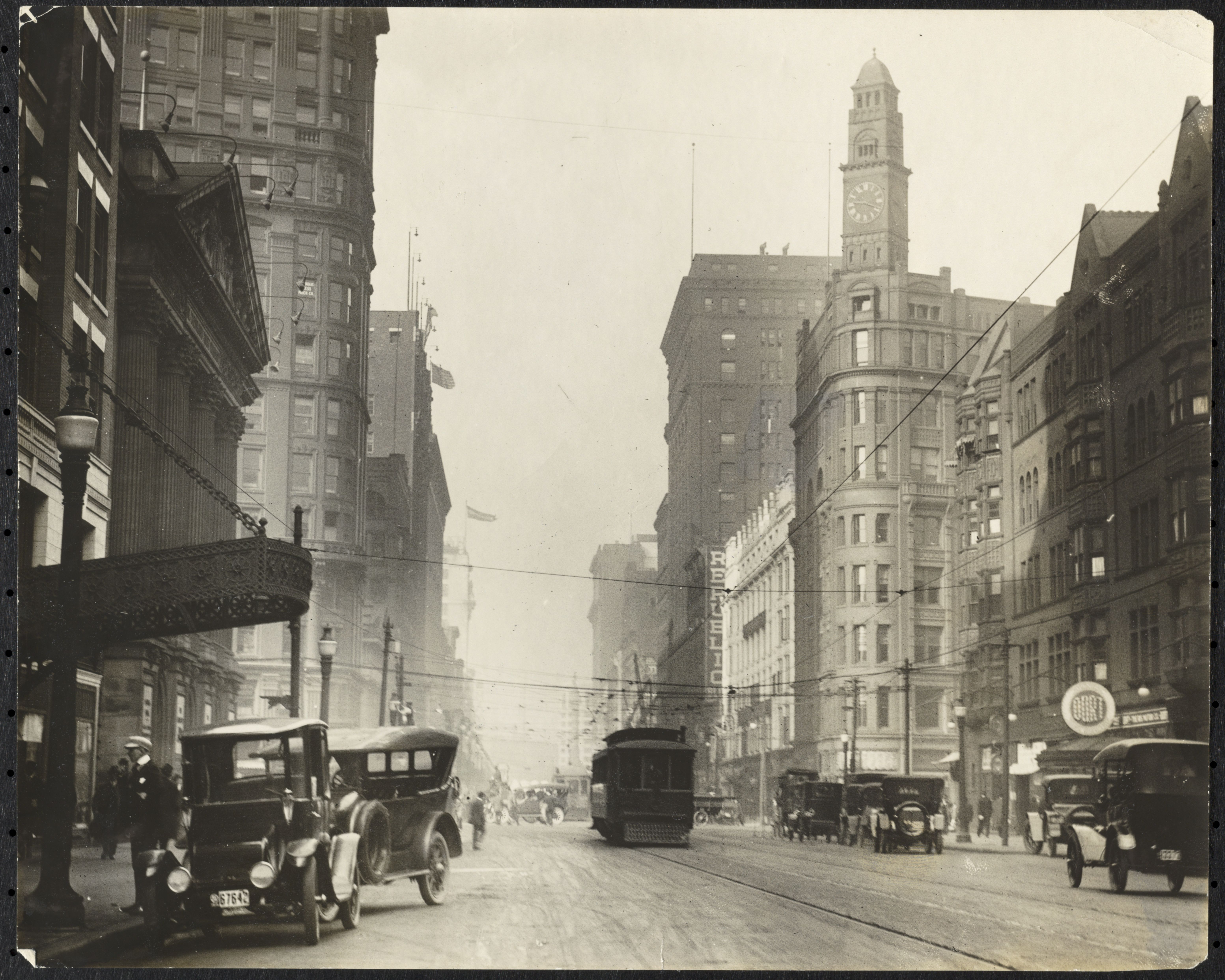
Euclid Avenue y East 9th Street con el edificio Hickox en 1918

A fines del siglo XIX, Cleveland se había convertido en un importante centro de fabricación estadounidense. El crecimiento económico de la ciudad y los empleos industriales atrajeron grandes oleadas de inmigrantes del sur y este de Europa, así como de Irlanda. El crecimiento urbano estuvo acompañado de importantes huelgas y conflictividad laboral, ya que los trabajadores exigían mejores condiciones de trabajo. En los años 1880, entre el 70 y el 80 % de las huelgas lograron mejorar las condiciones laborales en Cleveland. La huelga de tranvías de Cleveland de 1899 fue uno de los casos más violentos de malestar laboral en la ciudad durante este período.
Para 1910, Cleveland se conocía como la "Sexta ciudad" debido a su posición como la sexta ciudad más grande de Estados Unidos. En ese momento. Sus negocios incluían compañías automotrices como Peerless, People's, Jordan, Chandler y Winton, fabricante del primer automóvil que cruzó los Estados Unidos. Otros fabricantes en Cleveland produjeron automóviles a vapor, incluidos los de White y Gaeth, y automóviles eléctricos producidos por Baker Motor Vehicle. La ciudad contó con los principales políticos de la era progresista entre sus líderes, sobre todo el alcalde populista Tom L. Johnson, quien fue responsable del desarrollo de The Mall. La era del City Beautiful Movement en la arquitectura de Cleveland, este período también vio a patrocinadores adinerados apoyar el establecimiento de las principales instituciones culturales de la ciudad. Los más destacados entre ellos fueron el Museo de Arte de Cleveland, que se inauguró en 1916, y la Orquesta de Cleveland, establecida en 1918.

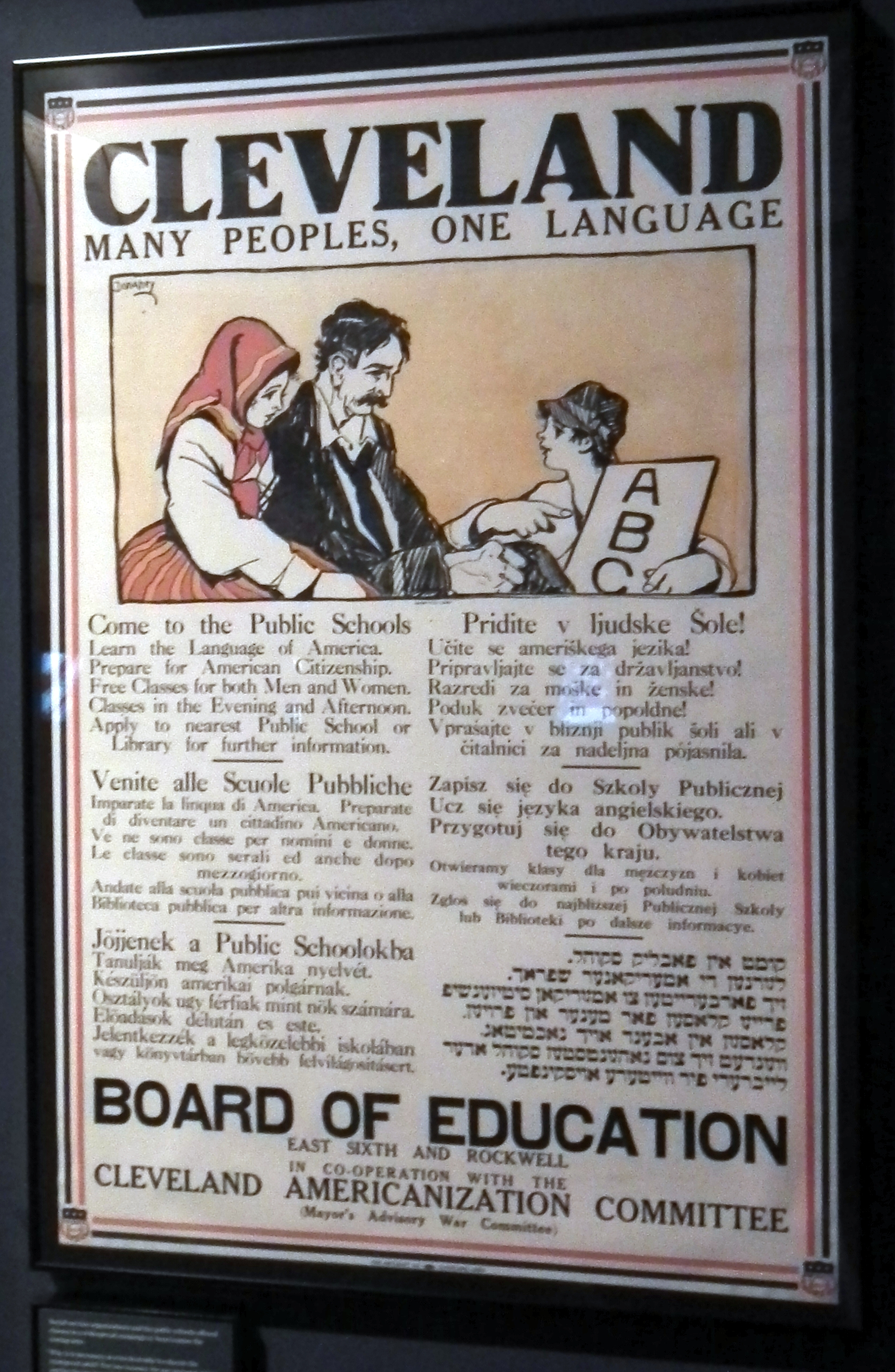
Afiche multilingüe de 1917 en inglés, italiano, húngaro, esloveno, polaco y yiddish, que anuncia clases de inglés para nuevos inmigrantes en Cleveland.

Además de la gran población de inmigrantes, los afroamericanos del Sur rural llegaron a Cleveland (entre otras ciudades del noreste y del medio oeste) como parte de la Gran Migración en busca de empleo, derechos constitucionales y alivio de la discriminación racial. Entre 1910 y 1930, la población afroamericana de Cleveland creció más del 400 %. Para 1920, el año en que los Cleveland Indians (actualmente, Cleveland Guardians) ganaron su primer campeonato de la Serie Mundial, Cleveland se había convertido en una metrópolis densamente poblada de 796 841 habitantes, convirtiéndola en la quinta ciudad más grande de la nación, con una población nacida en el extranjero del 30 %. En este momento, Cleveland vio el surgimiento de movimientos laborales radicales, más prominentemente los Industrial Workers of the World (IWW), en respuesta a las condiciones de los trabajadores en su mayoría inmigrantes y migrantes. En 1919 atrajo la atención nacional en medio del Primer Susto Rojo por los disturbios del Primero de Mayo de Cleveland, en los que los socialistas locales y los manifestantes del IWW se enfrentaron con los antisocialistas.
A pesar de las restricciones de inmigración de la Emergency Quota Act de 1921 y de la Ley de inmigración de 1924, la población de la ciudad siguió creciendo durante la década de 1920. La prohibición entró en vigor por primera vez en Ohio en mayo de 1919 (aunque no se aplicó con rigor en Cleveland), se convirtió en ley con la Ley Volstead en 1920 y finalmente fue derogada a nivel nacional por el Congreso en 1933. La prohibición del alcohol condujo al surgimiento de bares clandestinos en toda la ciudad y bandas del crimen organizado, como Mayfield Road Mob, que contrabandeaba licor de contrabando a través del lago Erie desde Canadá hasta Cleveland. Los locos años veinte también vieron el desarrollo del Playhouse Square en Cleveland y el surgimiento del atrevido distrito de entretenimiento Short Vincent. Los bailes Bal-Masque del vanguardista Kokoon Arts Club escandalizaron a la ciudad. El jazz saltó a la fama en Cleveland durante este período.
En 1929, la ciudad fue sede de la primera de muchas National Air Races, y Amelia Earhart voló a la ciudad desde Santa Mónica en el Women's Air Derby (apodado "Powder Puff Derby" por Will Rogers). Los hermanos Van Sweringen comenzaron la construcción del rascacielos Terminal Tower en 1926 y, cuando se inauguró en 1930, Cleveland tenía una población de más de 900 000 habitantes. La era de la aleta también marcó el comienzo de la edad de oro en el comercio minorista del centro de Cleveland, centrado en los principales grandes almacenes Higbee's, Bailey's, May Company, Taylor's, Halle's y Sterling Lindner Davis, que colectivamente representaron uno de los más grandes distritos comerciales y de moda del país, a menudo comparados con la Quinta Avenida de Nueva York.
Cleveland fue duramente golpeada por el Crac del 29 y la subsiguiente Gran Depresión. Un centro de actividad sindical, la ciudad vio importantes luchas laborales en este período, incluidas las huelgas de los trabajadores contra Fisher Body en 1936 y contra Republic Steel en 1937. La ciudad también recibió la ayuda de importantes proyectos de obras federales patrocinados por el New Deal del presidente Franklin D. Roosevelt. En conmemoración del centenario de la incorporación de Cleveland como ciudad, la Exposición de los Grandes Lagos se estrenó en junio de 1936 a lo largo de la costa del lago Erie al norte del centro. Concebido por los líderes empresariales de Cleveland como una forma de revitalizar la ciudad durante la Depresión, atrajo a cuatro millones de visitantes en su primera temporada y siete millones al final de su segunda y última temporada en septiembre de 1937.
El 7 de diciembre de 1941, el Japón imperial emprendió el ataque a Pearl Harbor y declaró la guerra a Estados Unidos. Una de las víctimas del ataque fue un nativo de Cleveland, el contraalmirante Isaac C. Kidd. El ataque marcó la entrada de Estados Unidos en la Segunda Guerra Mundial. Un importante centro del "Arsenal de la Democracia ", Cleveland, bajo el alcalde Frank Lausche, contribuyó enormemente al esfuerzo de guerra de Estados Unidos como el quinto centro de fabricación más grande de la nación. Durante su mandato, Lausche también supervisó el establecimiento del Sistema de Tránsito de Cleveland, el predecesor de la Autoridad de Tránsito Regional del Gran Cleveland.

### Finales delsigloXXy principios delXXI

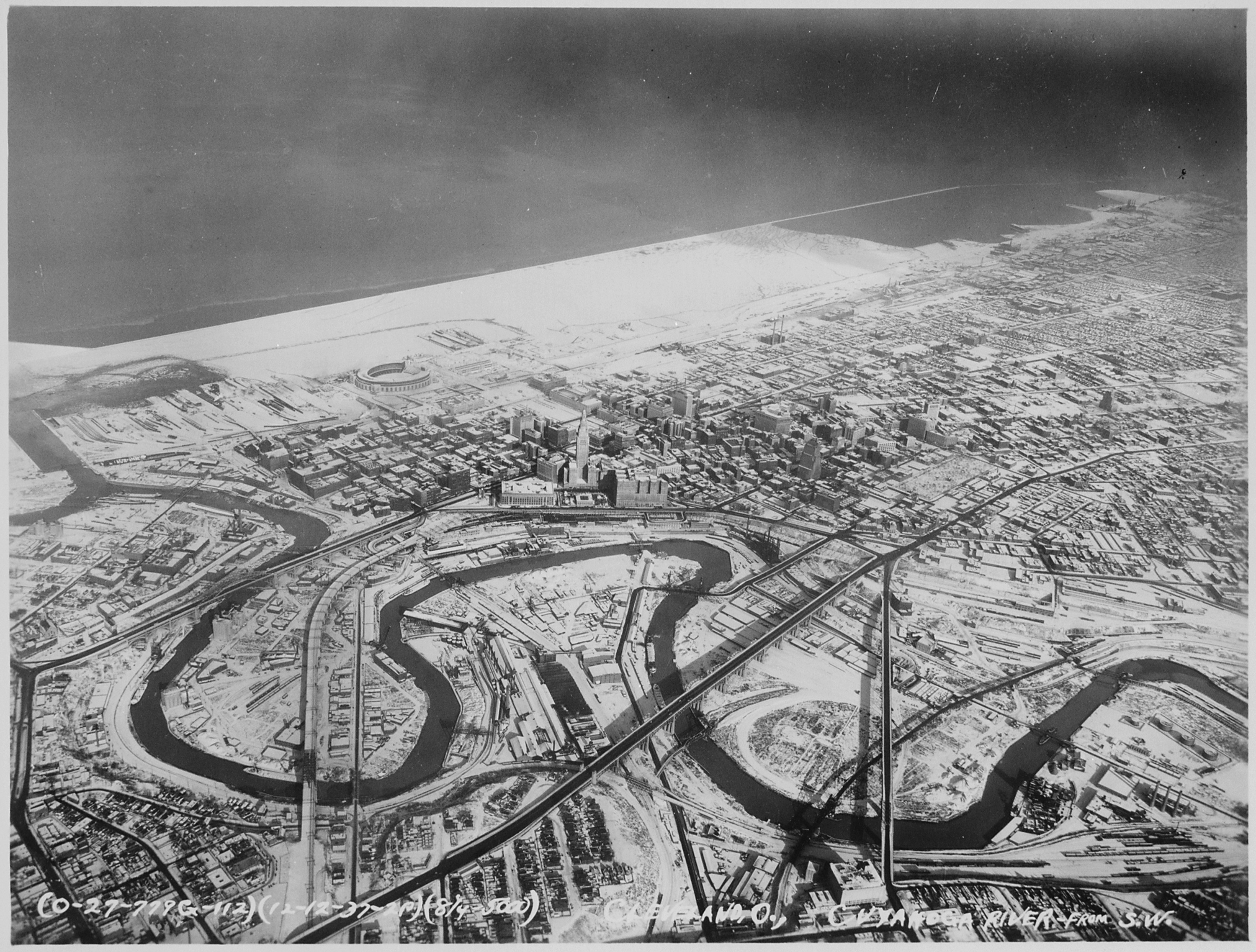
El río Cuyahoga serpentea a través de Flats en una vista aérea de diciembre de 1937 del centro de Cleveland.

Después de la guerra, Cleveland experimentó inicialmente un auge económico y las empresas declararon que la ciudad era la "mejor ubicación de la nación". En 1949, la ciudad fue nombrada All-America City por primera vez y, en 1950, su población llegó a 914 808 habitantes. En los deportes, los Indios ganaron la Serie Mundial de 1948, el equipo de hockey, los Barons, se convirtieron en campeones de la Liga Americana de Hockey y los Browns dominaron el fútbol profesional en la década de 1950. Como resultado, junto con los campeones de atletismo y boxeo producidos, Cleveland fue declarada la "Ciudad de los Campeones" en los deportes en ese momento. La década de 1950 también vio la creciente popularidad de un nuevo género musical que el disc jockey local de WJW (AM), Alan Freed, denominó "rock and roll".

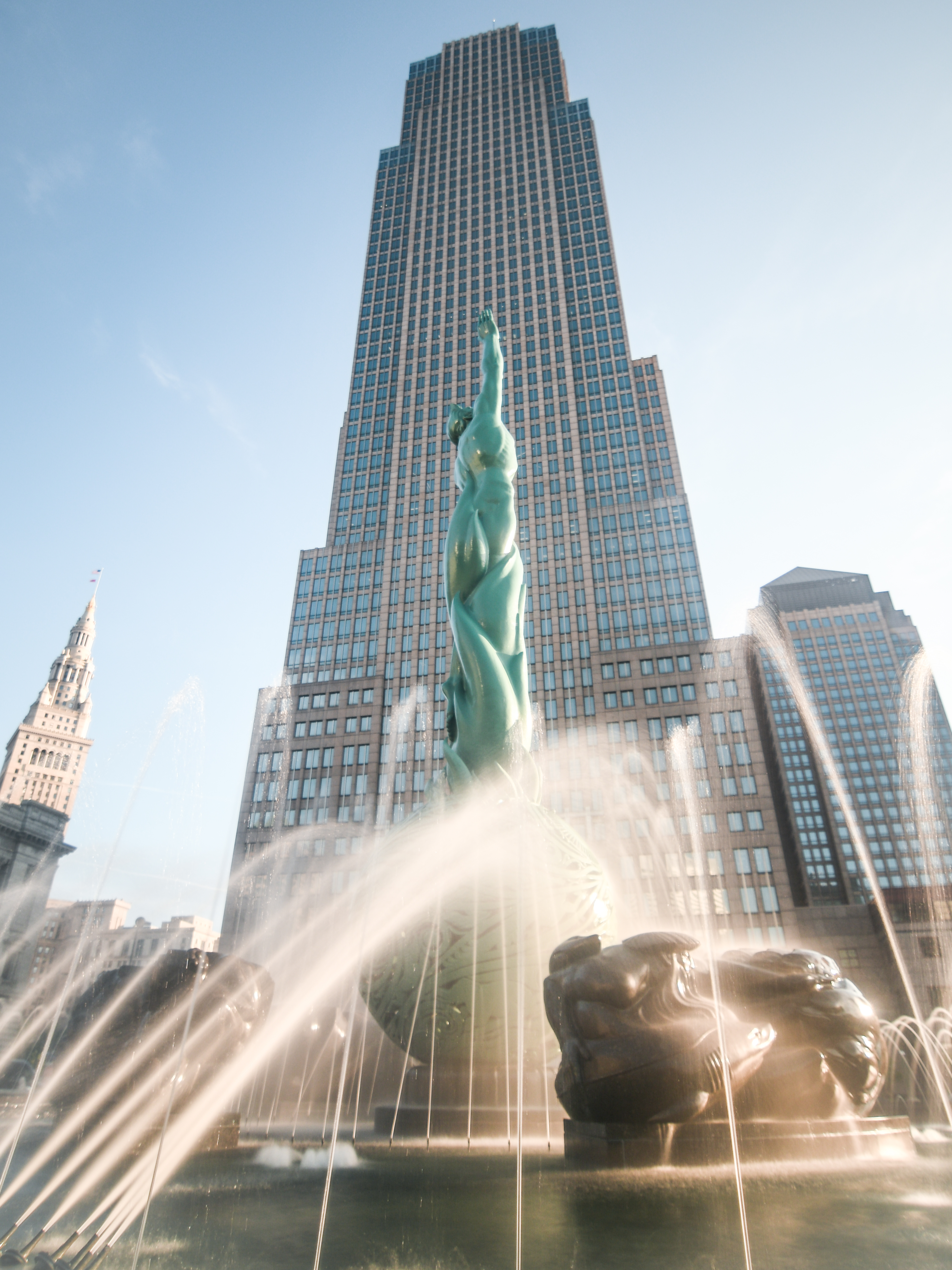
El rascacielos Key Tower y la Fuente de la vida eterna

Sin embargo, en la década de 1960, la economía de Cleveland comenzó a desacelerarse y los residentes buscaban cada vez más viviendas nuevas en los suburbios, lo que reflejaba las tendencias nacionales de crecimiento suburbano siguiendo las carreteras subsidiadas por el gobierno federal. La reestructuración económica, particularmente en las industrias ferroviaria y siderúrgica, resultó en la pérdida de numerosos puestos de trabajo en Cleveland y la región, y la ciudad sufrió económicamente. El incendio del río Cuyahoga en junio de 1969 atrajo la atención nacional hacia el problema de la contaminación industrial en Cleveland y sirvió como catalizador para el movimiento ambiental estadounidense.
La discriminación en la vivienda y las Redlining contra los afroamericanos provocaron disturbios raciales en Cleveland y en muchas otras ciudades de la zona. En Cleveland, los disturbios de Hough estallaron del 18 al 23 de julio de 1966 y el tiroteo de Glenville tuvo lugar del 23 al 25 de julio de 1968. En noviembre de 1967, Cleveland se convirtió en la primera ciudad estadounidense importante en elegir a un alcalde afroamericano, Carl B. Stokes, quien se desempeñó desde 1968 hasta 1971 y desempeñó un papel fundamental en la restauración del río Cuyahoga.

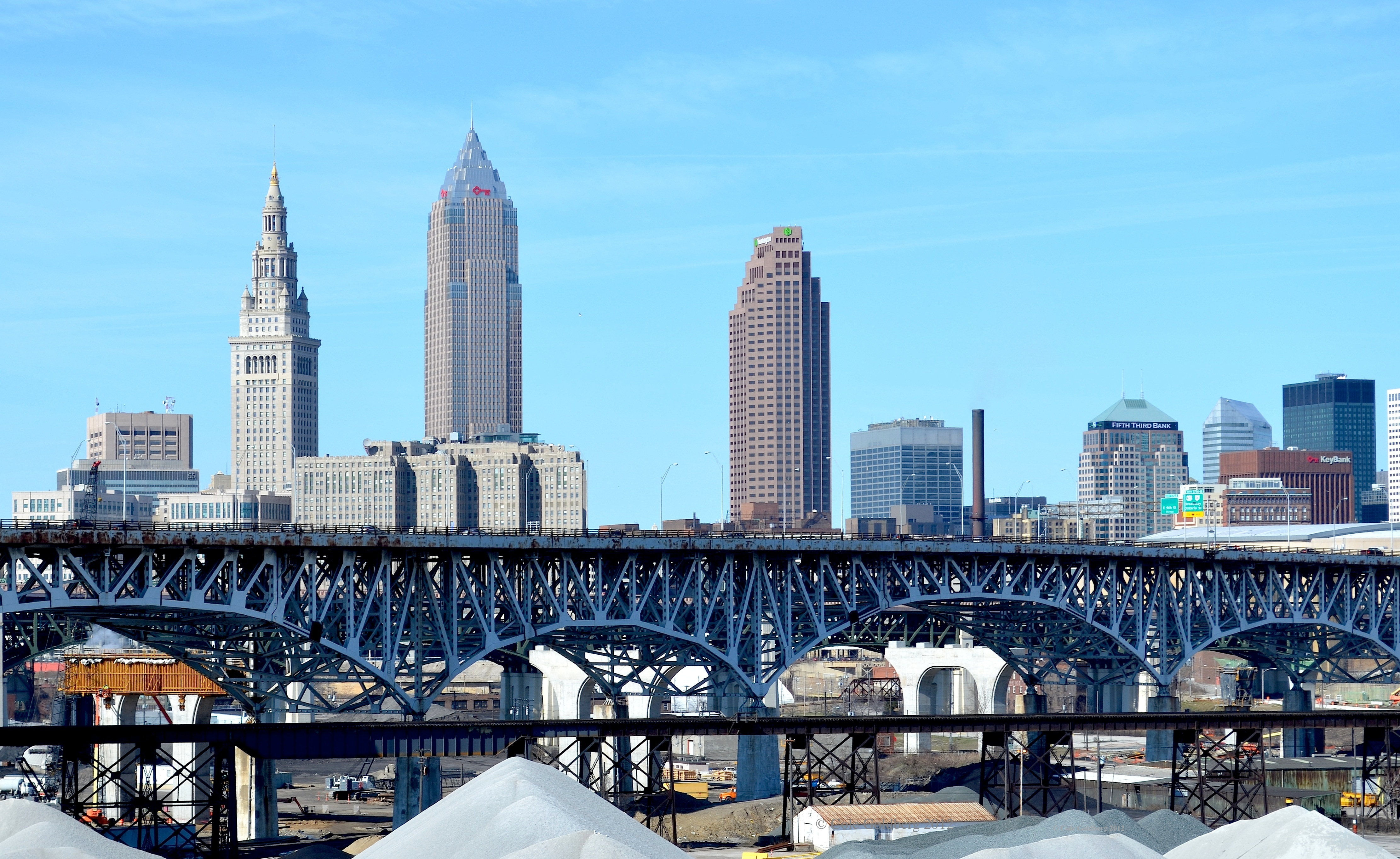
Skyline de Cleveland en 2012. De izquierda a derecha: Terminal Tower, Key Tower y 200 Public Square

En diciembre de 1978, durante el turbulento mandato de Dennis Kucinich como alcalde, Cleveland se convirtió en la primera gran ciudad estadounidense desde la Gran Depresión en entrar en incumplimiento financiero de los préstamos federales. A principios de la década de 1980, varios factores, incluidos los cambios en las políticas de libre comercio internacional, la inflación y la crisis de ahorro y préstamo, contribuyeron a la recesión que afectó gravemente a ciudades como Cleveland. Si bien el desempleo durante el período alcanzó su punto máximo en 1983, la tasa de Cleveland del 13,8 % fue más alta que el promedio nacional debido al cierre de varios centros de producción de acero.
La ciudad comenzó una recuperación económica gradual bajo el alcalde George V. Voinovich en la década de 1980. El área del centro vio la construcción de los rascacielos Key Tower y 200 Public Square, así como el desarrollo del Gateway Sports and Entertainment Complex, que consta de Progressive Field y Rocket Mortgage FieldHouse, y North Coast Harbor, incluido el Rock and Roll Hall. of Fame, FirstEnergy Stadium y Great Lakes Science Center. La ciudad salió del default en 1987.
A principios del siglo XXI, Cleveland logró desarrollar una economía más diversificada y se ganó una reputación nacional como centro de atención médica y las artes. Además, se ha convertido en un líder nacional en protección ambiental, con su exitosa limpieza del río Cuyahoga. El centro de la ciudad y varios vecindarios han experimentado un crecimiento demográfico significativo desde 2010, a pesar de que la población general ha seguido disminuyendo. Aún quedan desafíos para la ciudad, con el desarrollo económico de los vecindarios, la mejora de las escuelas de la ciudad y el continuo estímulo de la nueva inmigración a Cleveland como las principales prioridades municipales.

## Geografía y clima

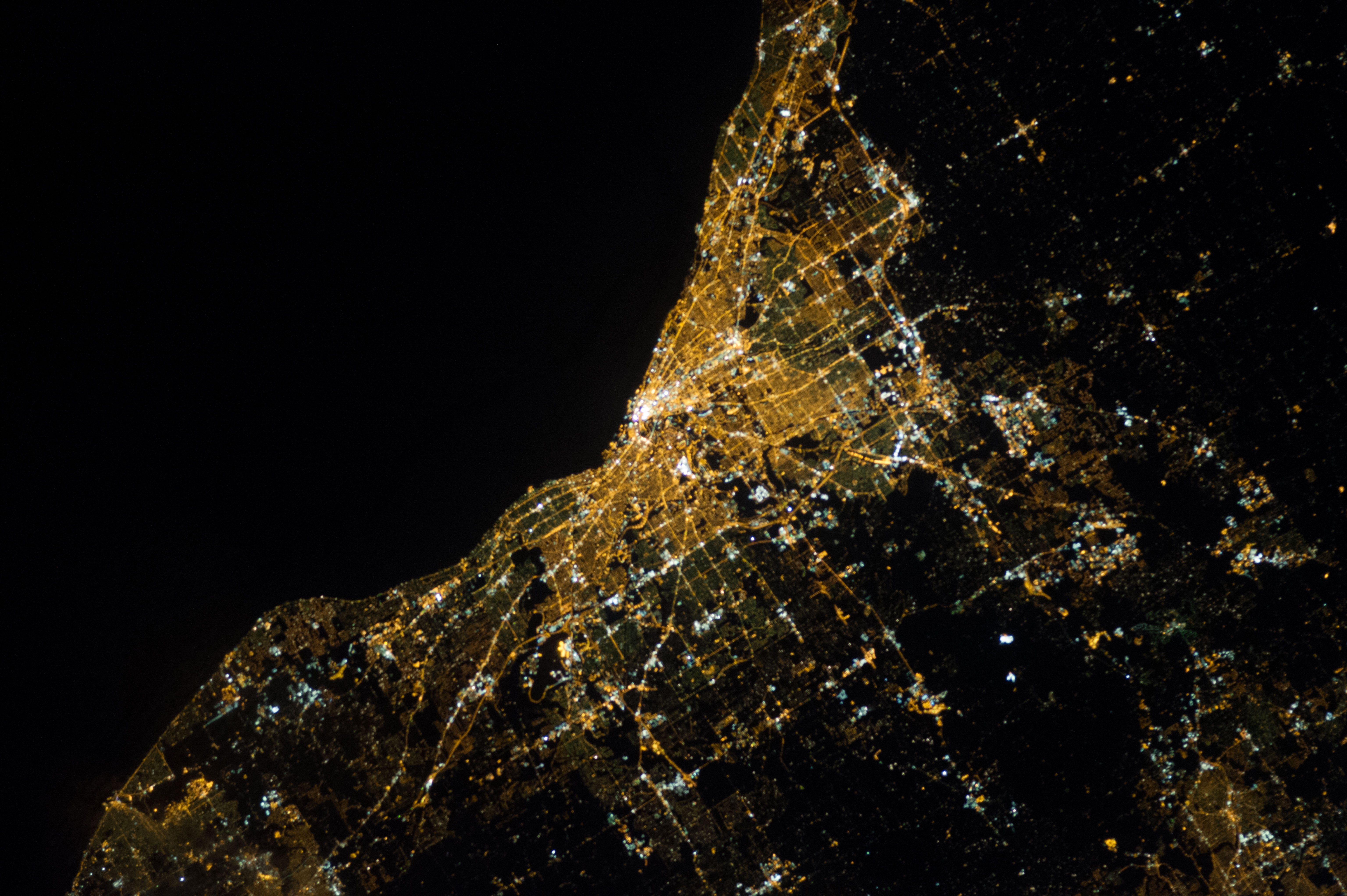
Vista satelital de Cleveland.

Según la Oficina del Censo de los Estados Unidos, la ciudad tiene una superficie total de 213,6 km², de los cuales 201,24 km² es tierra y 12,35 km² es agua. La orilla del lago Erie tiene 173 m sobre el nivel del mar ; sin embargo, la ciudad se encuentra en una serie de acantilados irregulares que se encuentran aproximadamente paralelos al lago. En Cleveland, estos acantilados están cortados principalmente por el río Cuyahoga, Big Creek y Euclid Creek.
La tierra se eleva rápidamente desde la elevación de la orilla del lago de 569 pies. Plaza Pública, a menos de 2 km tierra adentro, se encuentra a una altitud de 198 m, y el aeropuerto de Hopkins, 8 km tierra adentro desde el lago, está a una altitud de 241 m
Cleveland limita con varios suburbios de tranvías e interiores. Al oeste, limita con Lakewood, Rocky River y Fairview Park, y al este, limita con Shaker Heights, Cleveland Heights, South Euclid y East Cleveland. Al suroeste, limita con Linndale, Brooklyn, Parma y Brook Park. Al sur, la ciudad también limita con Newburgh Heights, Cuyahoga Heights y Brooklyn Heights y al sureste limita con Warrensville Heights, Maple Heights y Garfield Heights. Al noreste, a lo largo de la orilla del lago Erie, Cleveland limita con Bratenahl y Euclid.

## Arquitectura

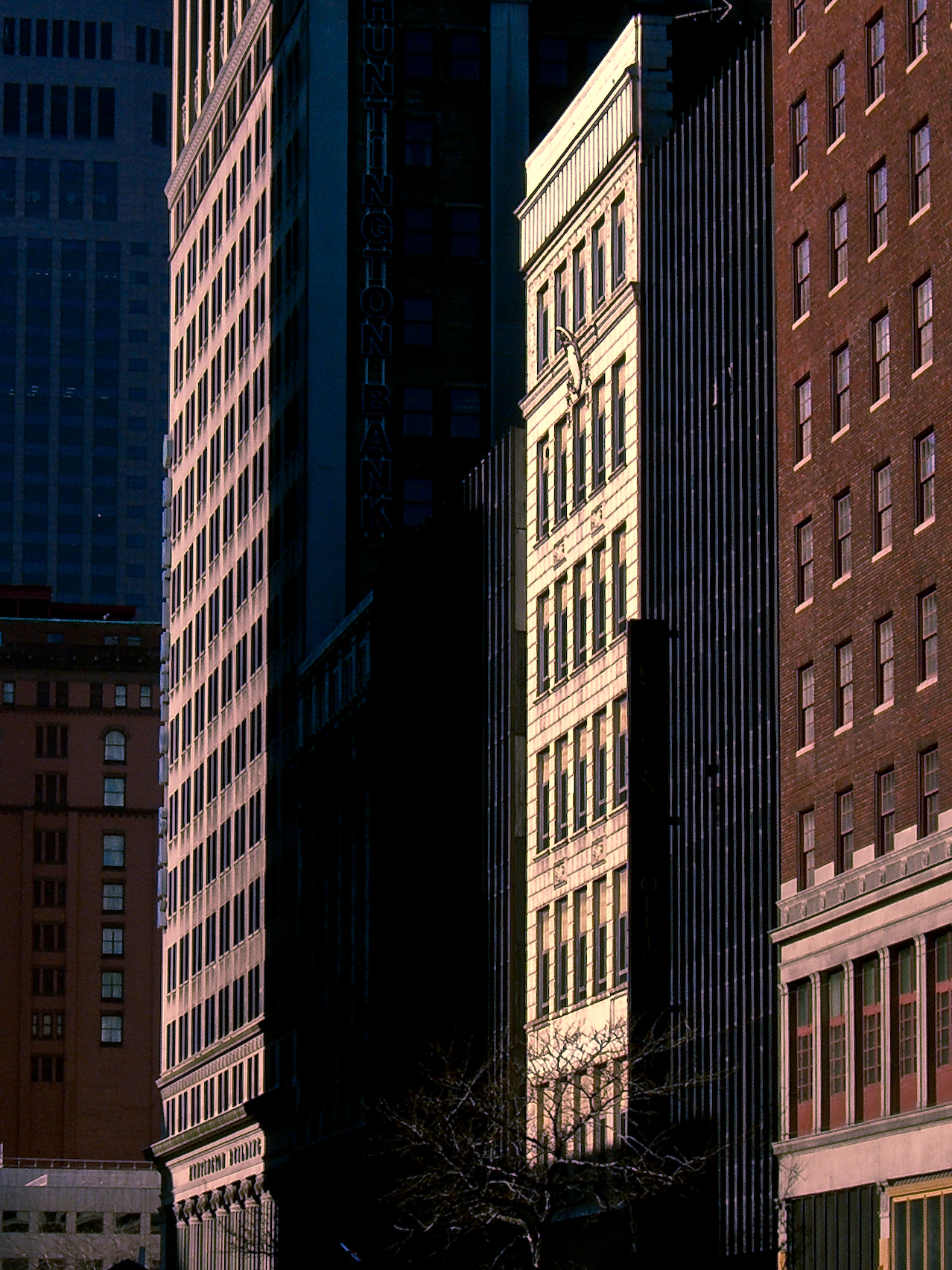
Fachadas de edificios a lo largo de Euclid Avenue

La arquitectura del centro de Cleveland es diversa. Muchos de los edificios gubernamentales y cívicos de la ciudad, incluidos el Ayuntamiento, el Palacio de Justicia del Condado de Cuyahoga, la Biblioteca Pública de Cleveland y el Auditorio Público, están agrupados alrededor de The Mall de Cleveland y comparten una arquitectura neoclásica común. Fueron construidos a principios del siglo XX como resultado del Plan de Grupo de 1903. Constituyen uno de los ejemplos más completos de diseño City Beautiful en Estados Unidos.
Completada en 1927 y dedicada en 1930 como parte del complejo de la Terminal Union de Cleveland, el rascacielos histórico Terminal Tower fue el edificio más alto de América del Norte fuera de la ciudad de Nueva York hasta 1964 y el edificio más alto de Cleveland hasta 1991. Es un prototipo de rascacielos Beaux-Arts. Los dos rascacielos más recientemente construidos en Public Square, Key Tower (actualmente el edificio más alto de Ohio) y 200 Public Square, combinan elementos de la arquitectura art déco con diseños posmodernos. Los tesoros arquitectónicos de Cleveland también incluyen el Cleveland Trust Company Building, completado en 1907 y renovado en 2015 como un supermercado Heinen's en el centro, y Cleveland Arcade (a veces llamado Old Arcade), una galería de cinco pisos construida en 1890 y renovada en 2001 como Hotel Hyatt Regency.
Yendo hacia el este desde Public Square a través de University Circle está Euclid Avenue, que antiguamente fue conocida por su prestigio y su elegancia como calle residencial. A fines de la década de 1880, el escritor Bayard Taylor la describió como "la calle más hermosa del mundo". Conocida como Millionaires' Row" (lit, 'La fila de los millonarios"') era mundialmente conocida como el lugar de residencia de figuras tan importantes como John D. Rockefeller, Mark Hanna y John Hay.
La arquitectura eclesiástica emblemática de Cleveland incluye la histórica Old Stone Church en el centro de Cleveland y la Catedral de San Teodosio con cúpula de cebolla en Tremont, junto con una miríada de iglesias católicas de inspiración étnica.

### Cultura
La ciudad cuenta con un museo de relieve internacional, el Museo de Arte de Cleveland, que alberga importantes antigüedades medievales (esculturas, piezas de orfebrería) así como pinturas de autores tan diversos como Fra Angelico, Tiziano, Rubens, Van Gogh, Picasso... El museo estuvo cerrado de manera total o parcial durante varios años desde 2005 por obras de reforma, y aprovechó la ocasión para prestar algunas de sus piezas al Getty Center de Los Ángeles. Culminó tal remodelación en 2014.
Es sede de la Cleveland Orchestra, una de las grandes orquestas de Estados Unidos (a las que coloquialmente se suele referir como "Big Five"). Fundada en 1918; su actual director titular es Franz Welser-Möst.

En Cleveland también se encuentra el Salón de la Fama del Rock and Roll.

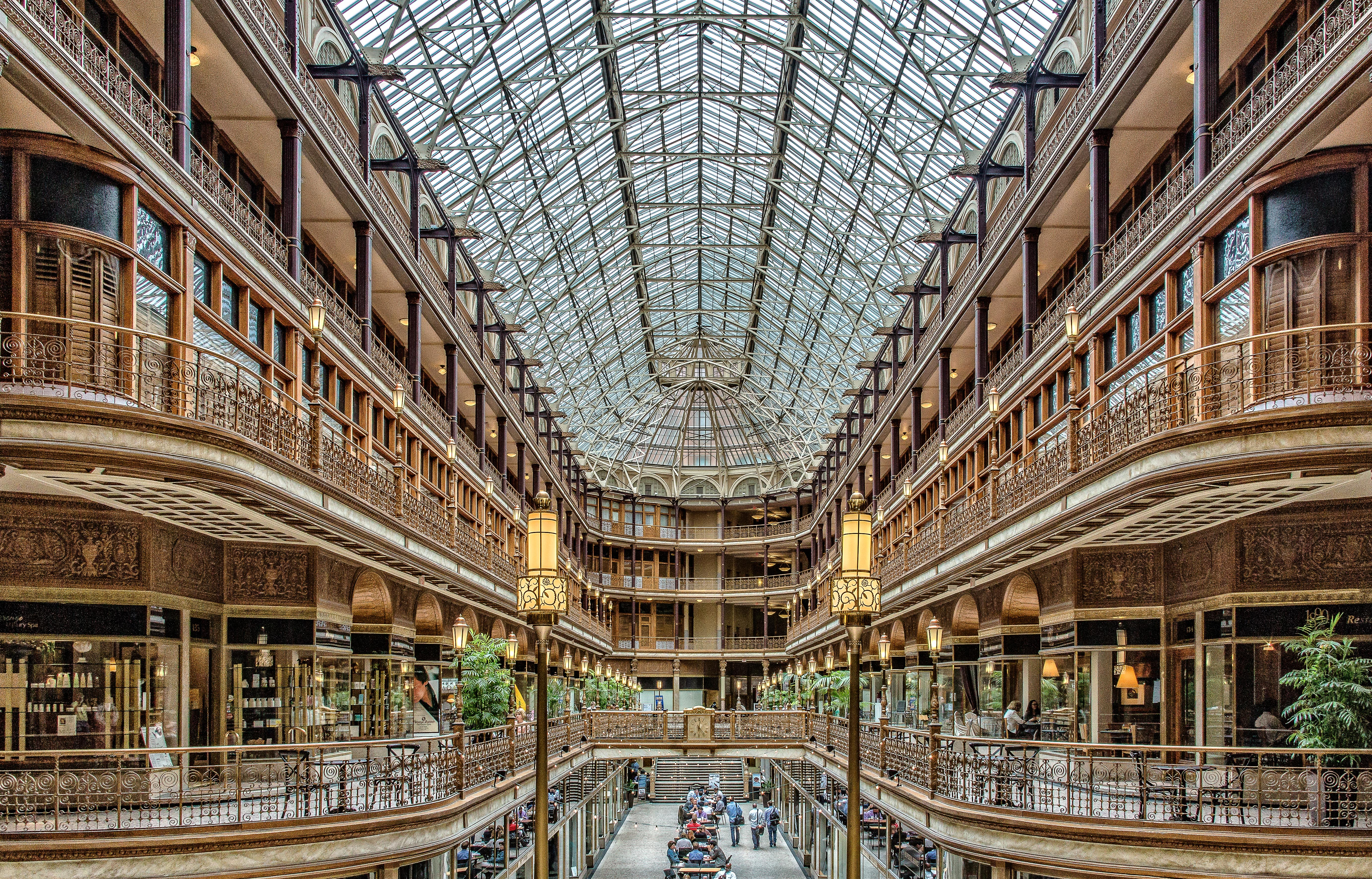
Cleveland Arcade, 1890
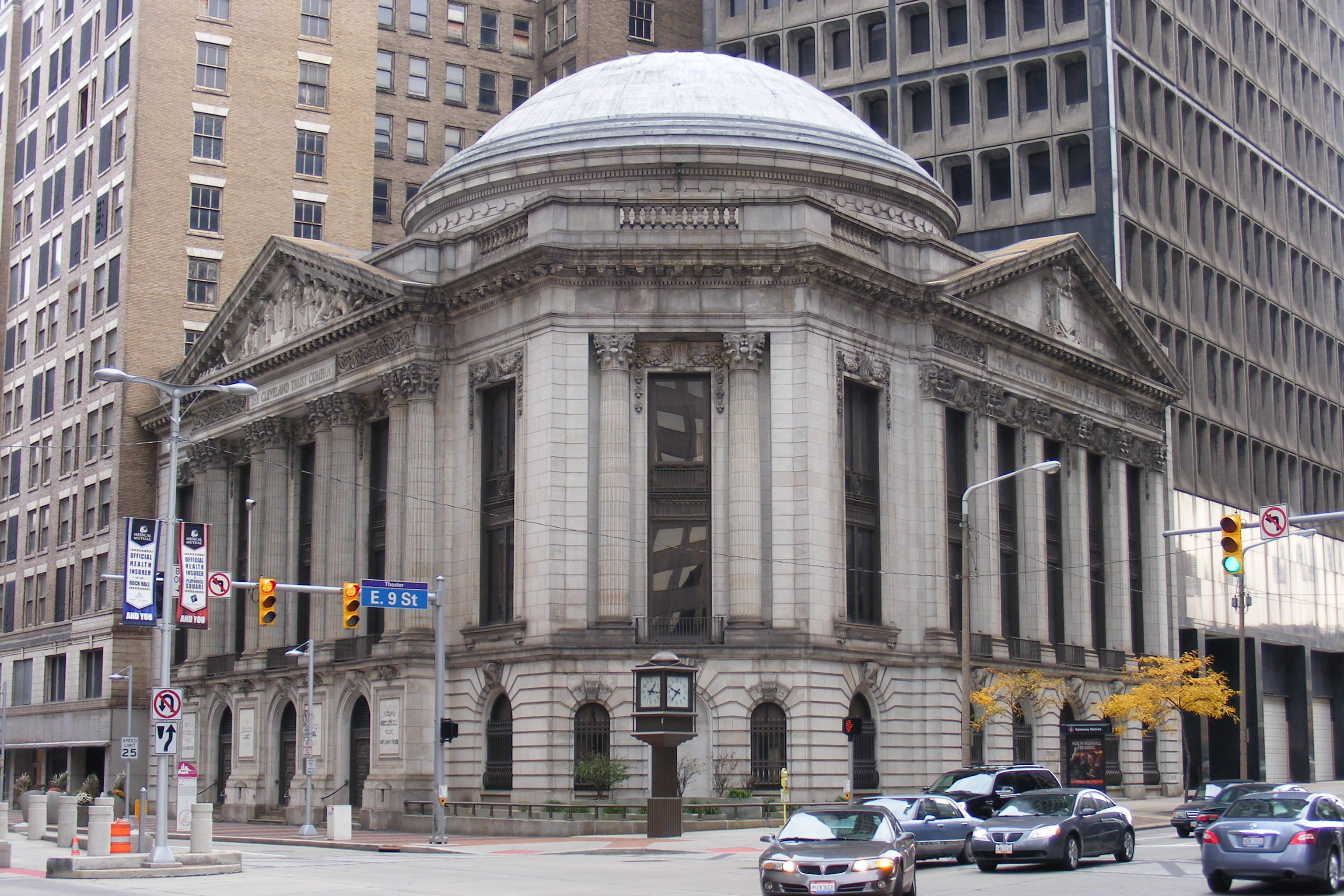
Cleveland Trust Company Building, 1907
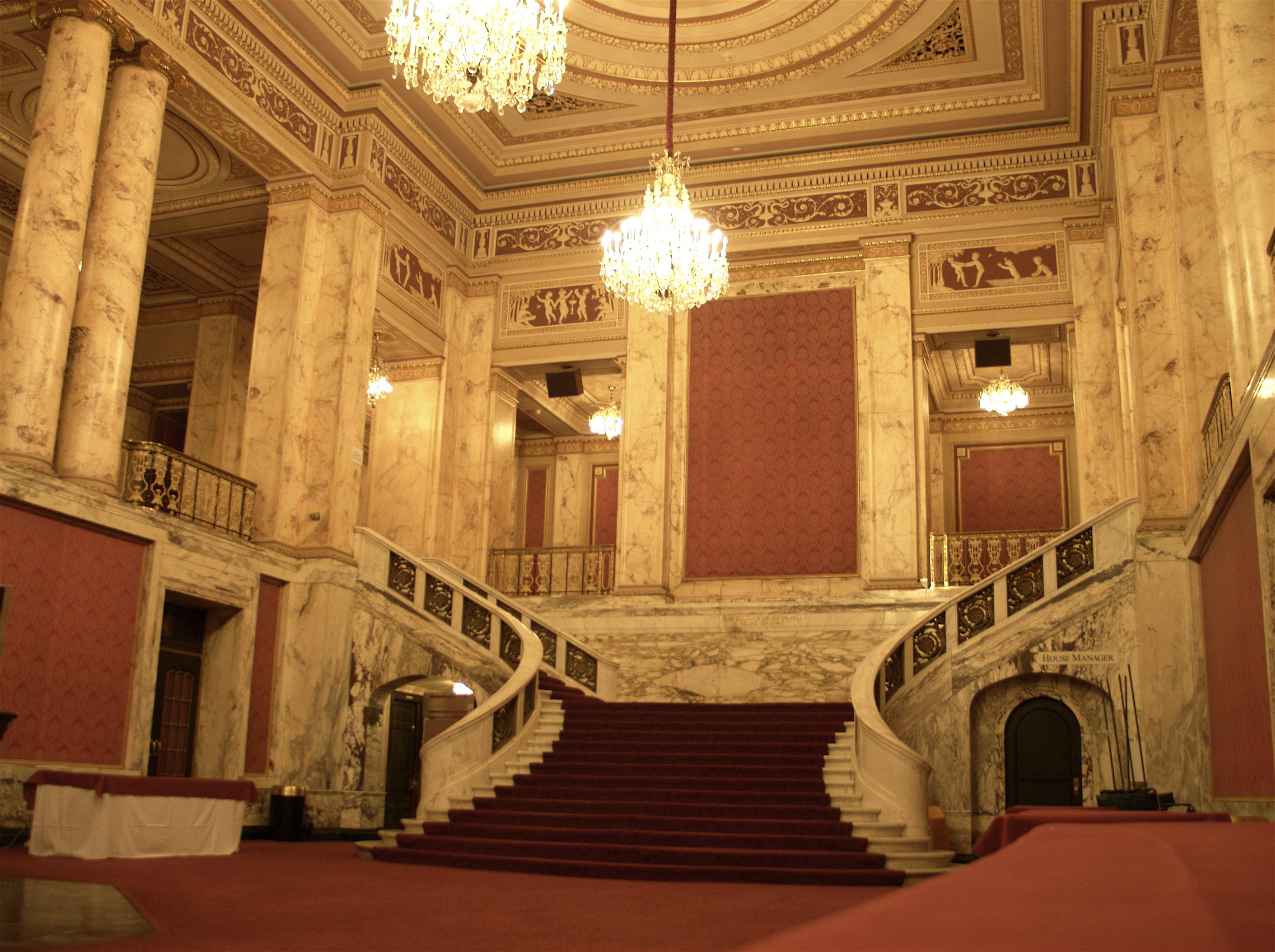
Teatro Connor Palace, 1922
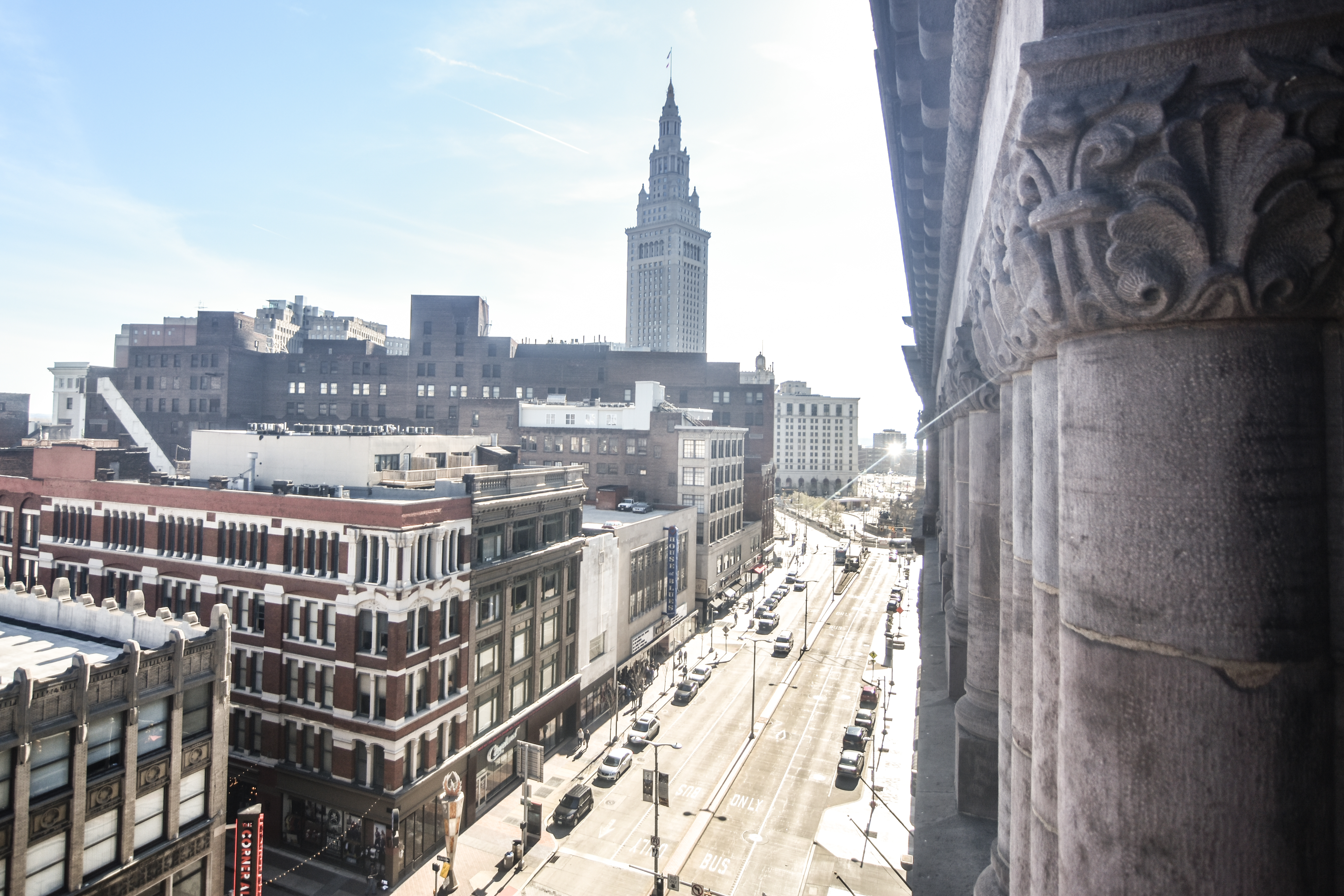
La Terminal Tower desde Euclid Avenue
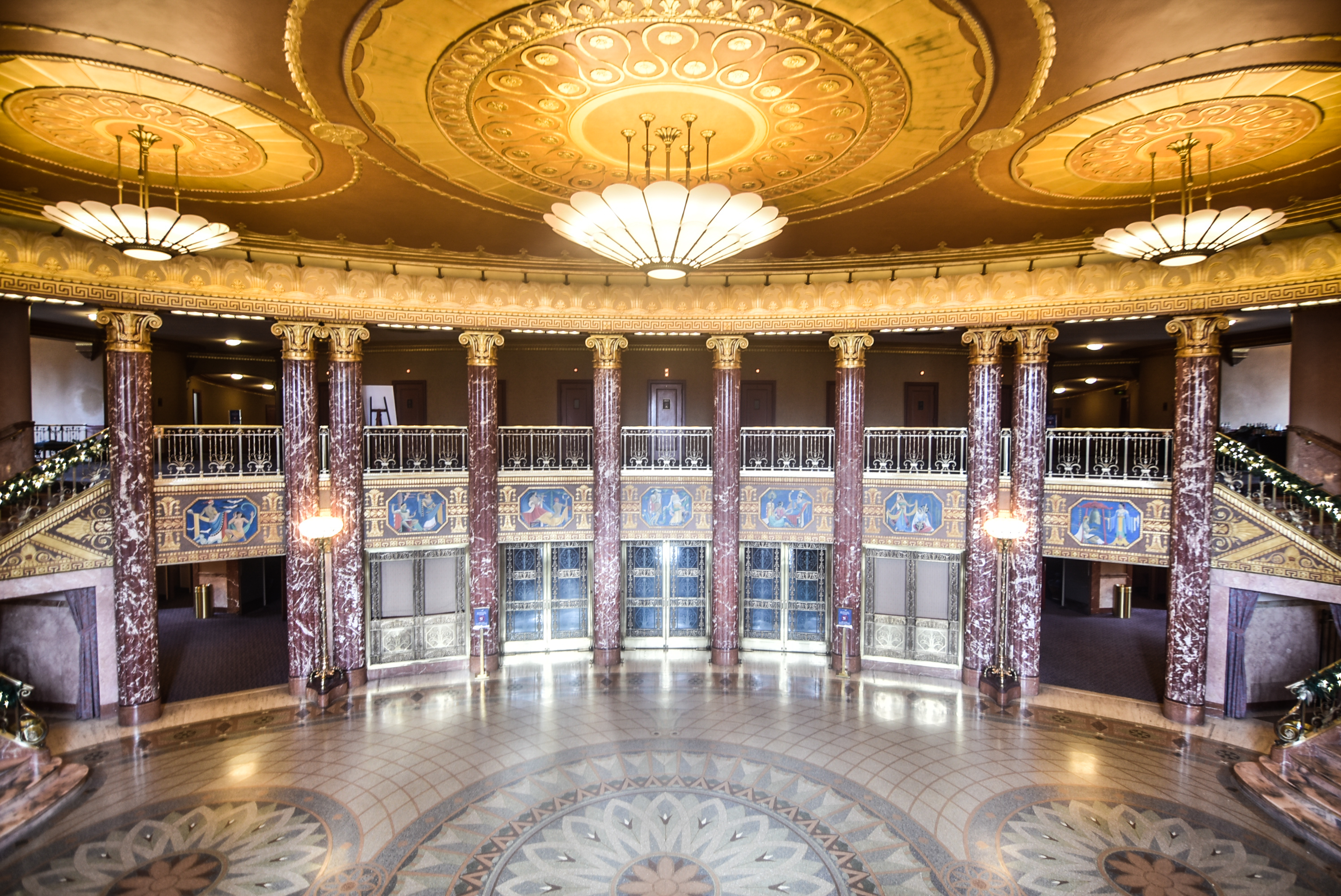
Gran vestíbulo del Severance Hall

### Parques y naturaleza
Conocido localmente como el "Collar Esmeralda", los Metroparks de Cleveland, inspirados en Olmsted, rodean Cleveland y el condado de Cuyahoga. La ciudad propiamente dicha alberga las Reservas Brookside y Lakefront de Metroparks, así como partes importantes de las Reservas Rocky River, Washington y Euclid Creek. La reserva Lakefront, que brinda acceso público al lago Erie, consta de cuatro parques: Edgewater Park, Whiskey Island-Wendy Park, East 55th Street Marina y Gordon Park. Tres parques más están bajo la jurisdicción de la Reserva Euclid Creek: Euclid Beach, Villa Angela y Wildwood Marina. Los senderos para bicicletas y caminatas en las reservas de Brecksville y Bedford, junto con Garfield Park más al norte, brindan acceso a senderos en el parque nacional Valle Cuyahoga. El extenso sistema de senderos dentro del parque nacional Cuyahoga Valley se extiende hacia el sur hasta el condado de Summit, y también ofrece acceso a los parques metropolitanos de Summit. También se incluye en el sistema el renombrado Zoológico Metroparks de Cleveland, establecido en 1882. Ubicado en Big Creek Valley, el zoológico tiene una de las colecciones de primates más grandes de América del Norte.
Los Metroparks de Cleveland brindan amplias oportunidades para actividades recreativas al aire libre. Los senderos para caminar y andar en bicicleta, incluidos los senderos para bicicletas de montaña de una sola pista, serpentean ampliamente en todos los parques. La escalada en roca está disponible en Whipp's Ledges en la Reserva Hinckley. Durante los meses de verano, en el río Cuyahoga y el lago Erie se puede ver a personas que practican kayak, surf de remo y tripulaciones de remo y vela. En los meses de invierno, el esquí alpino, el snowboard y los tubing están disponibles no muy lejos del centro de la ciudad en las estaciones de esquí de Boston Mills/Brandywine y Alpine Valley.
Además de los Metroparks, el Distrito de Parques Públicos de Cleveland supervisa los parques de los vecindarios de la ciudad, el más grande de los cuales es el histórico Rockefeller Park. Este último se destaca por sus puentes emblemáticos de finales del siglo XIX, el Rockefeller Park Greenhouse y los Cleveland Cultural Gardens, que celebran la diversidad étnica de la ciudad. Justo en las afueras del parque Rockefeller, el Jardín botánico de Cleveland en University Circle, establecido en 1930, es el centro de jardinería cívico más antiguo de la nación. Además, el Greater Cleveland Aquarium, ubicado en la histórica FirstEnergy Powerhouse en Flats, es el único acuario independiente en el estado de Ohio.

### Barrios

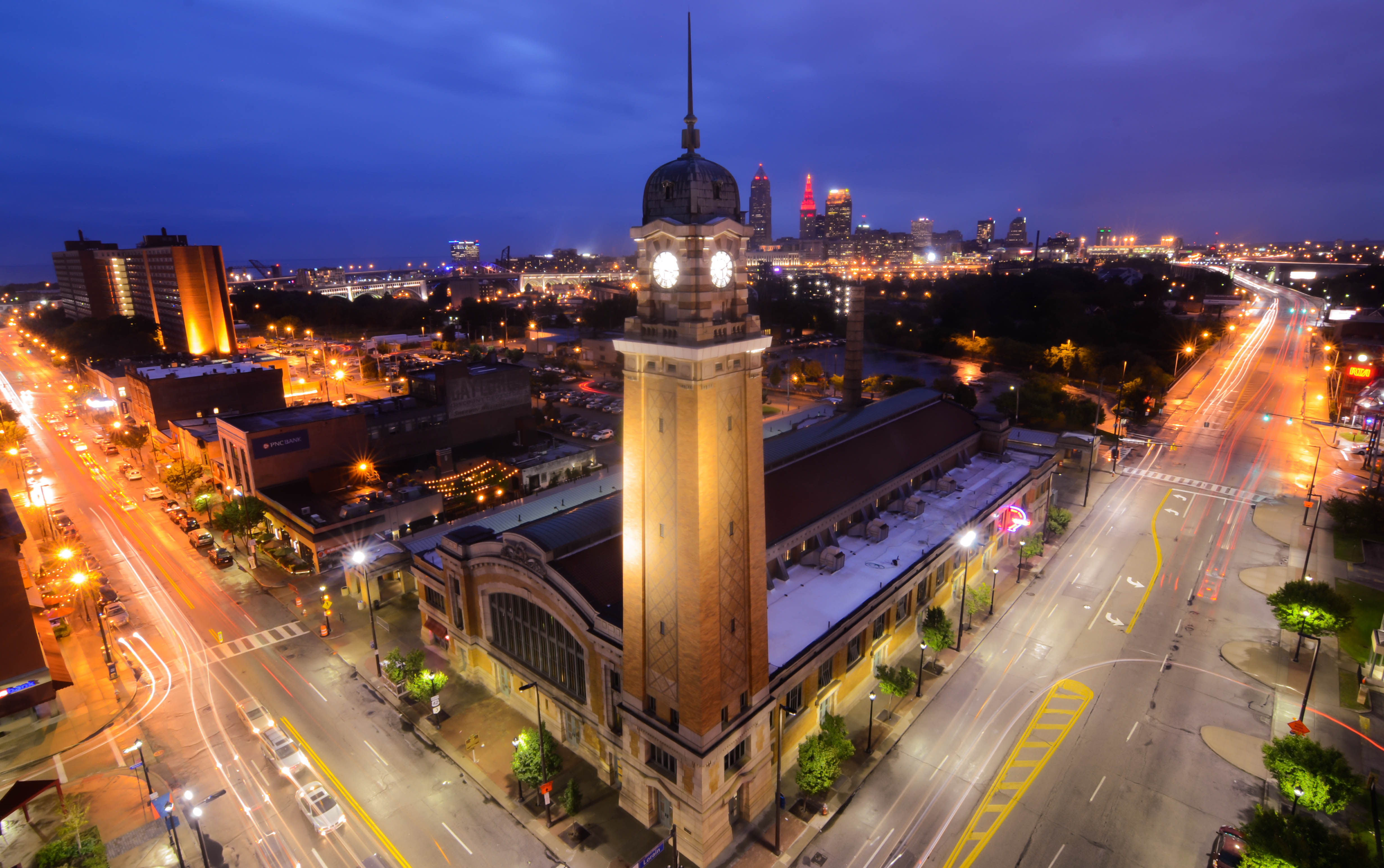
Iluminación nocturna del barrio Ohio City

La Comisión de Planificación de la Ciudad de Cleveland ha designado oficialmente 34 vecindarios en Cleveland. Centrado en Public Square, el centro de Cleveland es el distrito central de negocios de la ciudad, que abarca una amplia gama de subdistritos, como el Distrito Nine-Twelve, el Distrito Campus, el centro cívico y Playhouse Square. Históricamente, también incluía el animado distrito de entretenimiento Short Vincent, que atraía tanto a mafiosos notorios como Shondor Birns como a celebridades visitantes como Frank Sinatra y Lauren Bacall. Ese distrito surgió en la década de 1920, alcanzó su apogeo en las décadas de 1940 y 1950 y desapareció con la expansión del National City Bank a fines de la década de 1970. Las áreas de uso mixto, como Warehouse District y Superior Arts District, están ocupadas por edificios industriales y de oficinas, así como por restaurantes, cafés y bares. El número de condominios, lofts y apartamentos ha ido en aumento desde 2000 y especialmente desde 2010, lo que refleja el espectacular crecimiento de la población del centro de la ciudad en las últimas décadas. Los desarrollos recientes del centro también incluyen el Proyecto Euclid Corridor y el renacimiento de East 4th Street.
Los habitantes de Cleveland se definen geográficamente en términos de si viven en el lado este u oeste del río Cuyahoga. El East Side incluye los vecindarios de Buckeye-Shaker, Buckeye-Woodhill, Central, Collinwood (incluido Nottingham ), Euclid-Green, Fairfax, Glenville, Goodrich-Kirtland Park (incluido Asiatown ), Hough, Kinsman, Lee-Miles (incluido Lee -Harvard and Lee-Seville), Mount Pleasant, St. Clair-Superior, Union-Miles Park y University Circle (incluyendo Little Italy ). El West Side incluye los vecindarios de Brooklyn Center, Clark-Fulton, Cudell, Detroit-Shoreway, Edgewater, Ohio City, Old Brooklyn, Stockyards, Tremont (incluido Duck Island ), West Boulevard y los cuatro vecindarios coloquialmente conocidos como West Park : Kamm Corners, Jefferson, Bellaire-Puritas y Hopkins. El vecindario de Cuyahoga Valley (incluidos los Flats) está situado entre los lados este y oeste, mientras que el vecindario de Broadway-Slavic Village a veces se conoce como el lado sur.
Varios barrios han comenzado a atraer el regreso de la clase media que dejó la ciudad por los suburbios en las décadas de 1960 y 1970. Estos vecindarios se encuentran tanto en el West Side (Ohio City, Tremont, Detroit-Shoreway y Edgewater) como en el East Side (Collinwood, Hough, Fairfax y Little Italy). Gran parte del crecimiento se ha visto impulsado por la atracción de miembros de la clase creativa, lo que a su vez está impulsando nuevos desarrollos residenciales. Una superposición de zonificación de vida y trabajo para el lado este cercano de la ciudad ha facilitado la transformación de viejos edificios industriales en espacios tipo loft para artistas.

### Clima
La orilla del lago Erie está muy cerca del este-oeste desde la desembocadura del Cuyahoga al oeste de Sandusky, pero en la desembocadura del Cuyahoga se vuelve bruscamente hacia el noroeste. Esta característica es la principal contribuidora a la nieve "efecto lago" que es un pilar principal del tiempo de Cleveland (especialmente en la parte este) desde mediados de noviembre hasta que la superficie del lago Erie se congela, normalmente a finales de enero o principios de febrero. El efecto del lago causa que la cantidad total de nieve oscile mucho entre diferentes partes de la ciudad; mientras el Aeropuerto Hopkins solo ha alcanzado 254 cm de nevada en una temporada tres veces desde 1968, las cantidades totales por temporadas que se aproximan o exceden 254 cm son comunes en una área conocida como el "Snow Belt", extendiéndose desde la parte este de Cleveland, las afueras al este y hasta el la orilla del lago Erie hasta Búfalo.
El récord histórico máximo en Cleveland de 40 °C fue establecido el 25 de junio de 1988, y el récord histórico mínimo de −29 °C fue conseguido el 19 de enero de 1994. De media, julio es el mes más caluroso con una temperatura media de 23,6 °C, y enero, con una temperatura media de −1,6 °C, es el más frío. La precipitación normal anual basada en el período de 30 años desde 1991 a 2020 es 1042 mm.
| Parámetros climáticos promedio de Cleveland (Aeropuerto Internacional de Cleveland-Hopkins), normales 1991–2020, extremos 1871–presente | Parámetros climáticos promedio de Cleveland (Aeropuerto Internacional de Cleveland-Hopkins), normales 1991–2020, extremos 1871–presente | Parámetros climáticos promedio de Cleveland (Aeropuerto Internacional de Cleveland-Hopkins), normales 1991–2020, extremos 1871–presente | Parámetros climáticos promedio de Cleveland (Aeropuerto Internacional de Cleveland-Hopkins), normales 1991–2020, extremos 1871–presente | Parámetros climáticos promedio de Cleveland (Aeropuerto Internacional de Cleveland-Hopkins), normales 1991–2020, extremos 1871–presente | Parámetros climáticos promedio de Cleveland (Aeropuerto Internacional de Cleveland-Hopkins), normales 1991–2020, extremos 1871–presente | Parámetros climáticos promedio de Cleveland (Aeropuerto Internacional de Cleveland-Hopkins), normales 1991–2020, extremos 1871–presente | Parámetros climáticos promedio de Cleveland (Aeropuerto Internacional de Cleveland-Hopkins), normales 1991–2020, extremos 1871–presente | Parámetros climáticos promedio de Cleveland (Aeropuerto Internacional de Cleveland-Hopkins), normales 1991–2020, extremos 1871–presente | Parámetros climáticos promedio de Cleveland (Aeropuerto Internacional de Cleveland-Hopkins), normales 1991–2020, extremos 1871–presente | Parámetros climáticos promedio de Cleveland (Aeropuerto Internacional de Cleveland-Hopkins), normales 1991–2020, extremos 1871–presente | Parámetros climáticos promedio de Cleveland (Aeropuerto Internacional de Cleveland-Hopkins), normales 1991–2020, extremos 1871–presente | Parámetros climáticos promedio de Cleveland (Aeropuerto Internacional de Cleveland-Hopkins), normales 1991–2020, extremos 1871–presente | Parámetros climáticos promedio de Cleveland (Aeropuerto Internacional de Cleveland-Hopkins), normales 1991–2020, extremos 1871–presente |
| Mes | Ene. | Feb. | Mar. | Abr. | May. | Jun. | Jul. | Ago. | Sep. | Oct. | Nov. | Dic. | Anual |
| --- | --- | --- | --- | --- | --- | --- | --- | --- | --- | --- | --- | --- | --- |
| Temp. máx. abs. (°C) | 22.8 | 25 | 28.3 | 31.1 | 33.9 | 40 | 39.4 | 38.9 | 38.3 | 33.9 | 27.8 | 25 | 40 |
| Temp. máx. media (°C) | 2.1 | 3.6 | 8.4 | 15.6 | 21.7 | 26.6 | 28.7 | 27.8 | 24.2 | 17.6 | 10.7 | 4.7 | 16 |
| Temp. media (°C) | -1.6 | -0.5 | 3.8 | 10.2 | 16.2 | 21.3 | 23.6 | 22.8 | 19.1 | 12.8 | 6.7 | 1.3 | 11.3 |
| Temp. mín. media (°C) | -5.4 | -4.6 | -0.7 | 4.9 | 10.8 | 16.2 | 18.5 | 17.7 | 13.9 | 8.1 | 2.6 | -2.1 | 6.7 |
| Temp. mín. abs. (°C) | -28.9 | -27.2 | -20.6 | -12.2 | -3.9 | -0.6 | 5 | 3.3 | 0 | -7.2 | -17.8 | -26.1 | -28.9 |
| Precipitación total (mm) | 75.9 | 63.2 | 77.7 | 95.3 | 96.3 | 97.3 | 93.2 | 90.4 | 99.8 | 91.4 | 85.6 | 75.9 | 1042.2 |
| Nevadas (cm) | 46.7 | 38.4 | 27.4 | 6.9 | 0 | 0 | 0 | 0 | 0 | 0.3 | 11.4 | 31 | 162.1 |
| Días de precipitaciones (≥ 0.2 mm) | 17.7 | 14.6 | 14.6 | 14.8 | 13.4 | 11.5 | 10.7 | 10.3 | 10.1 | 12.1 | 13.1 | 15.6 | 158.5 |
| Días de nevadas (≥ 0.2 cm) | 13.5 | 10.5 | 7.2 | 2.1 | 0.1 | 0.0 | 0.0 | 0.0 | 0.0 | 0.2 | 3.8 | 8.4 | 45.8 |
| Horas de sol | 101.0 | 122.3 | 167.0 | 216.0 | 263.6 | 294.6 | 307.2 | 262.2 | 219.0 | 169.5 | 89.8 | 67.8 | 2280 |
| Humedad relativa (%) | 73.3 | 73.0 | 70.4 | 66.1 | 67.3 | 69.0 | 69.8 | 73.1 | 73.7 | 70.8 | 71.9 | 74.1 | 71.0 |
| Fuente: NOAA (humedad y horas de sol 1961–1990)                                                                                         | | | | | | | | | | | | | |

## Demografía
Según el censo del 2000 residían en la ciudad 478 403 personas, 190 638 hogares, y 111 904 familias. La densidad de población era de 2 380,9/km². Había 215 856 hogares con una densidad media de 1074 hab./km². El mapa racial de la ciudad era 41,49 % blancos, 50,99 % negros o afroamericanos, 0,30 % americanos nativos, 1,35 % asiáticos, 0,04 % isleños del Pacífico, 3.59 % de otras razas, y 2,24 % de dos o más razas. El 7,26 % de la población era hispanos o Latino de cualquier raza. Los grupos étnicos incluyen alemanes (9,2 %), irlandeses (8,2 %), polacos (4,8 %), italianos (4,6 %) e ingleses (2,8 %). Hay también otras comunidades sustanciales de húngaros, griegos, árabes, ucranianos, rumanos, checos, eslovacos, lituanos, croatas, serbios, eslovenos, montenegrinos y albaneses.
Había 190 638 hogares de los cuales el 29,9 % tenían hijos menores de 18 años viviendo con ellos, el 28,5 % eran parejas casadas viviendo juntas, el 24,8 % tenían un dueño de la casa que era una mujer sin marido y el 41,3 % no eran familias. El 35,2 % de todos los hogares eran de solteros y el 11,1 % tenían alguien viviendo solo que era mayor de 65 años. El tamaño medio de la familia era de 3,19. La población estaba repartida con el 28,5 % menores de 18 años, el 9.5 % entre 18 y 24, el 30,4 % entre 25 y 44, el 19,0 % entre 45 y 64, y el 12,5 % de más de 65 años. La mediana de edad era de 33 años. Por cada 100 mujeres había 90 hombres. Por cada 100 mujeres de más de 18 años, había 85,2 hombres.
Los ingresos medios para un hogar en la ciudad eran de 25 928 dólares, y los ingresos medios para una familia eran 30 286 dólares. Los hombres tenían una media de ingresos de 30 610 dólares contra los 24 214 de las mujeres. La renta per cápita para la ciudad era de 14 291 dólares. El 26,3 % de la población y el 22,9 % de las familias estaban por debajo de la línea de pobreza. Entre la población total, el 37,6 % de estos menores de 18 y el 16,8 % de estos de 65 o más estaban viviendo por debajo de la línea de la pobreza.

## Gobierno y política
La posición de Cleveland como un centro manufacturero le estableció como un caldo de cultivo de actividades sindicales a principios de su historia. Esto contribuyó a un progresismo político que ha influenciado la política de Cleveland hasta hoy en día. Mientras otras partes de Ohio, particularmente Cincinnati y la porción del sur del estado, han apoyado históricamente el Partido Republicano, Cleveland comúnmente produce el apoyo más fuerte en el estado para los Demócratas; los dos representantes de Cleveland en la Cámara de Representantes son Demócratas: Dennis Kucinich y Stephanie Tubbs Jones. Durante las elecciones presidenciales de 2004, aunque George W. Bush ganó en Ohio, John Kerry ganó en el condado de Cuyahoga, lo que le dio el apoyo más fuerte en el estado.
La ciudad de Cleveland opera con una forma de gobierno alcalde-consejo. El alcalde es el jefe ejecutivo de la ciudad, y el cargo está actualmente ocupado por Frank G. Jackson.

## Economía

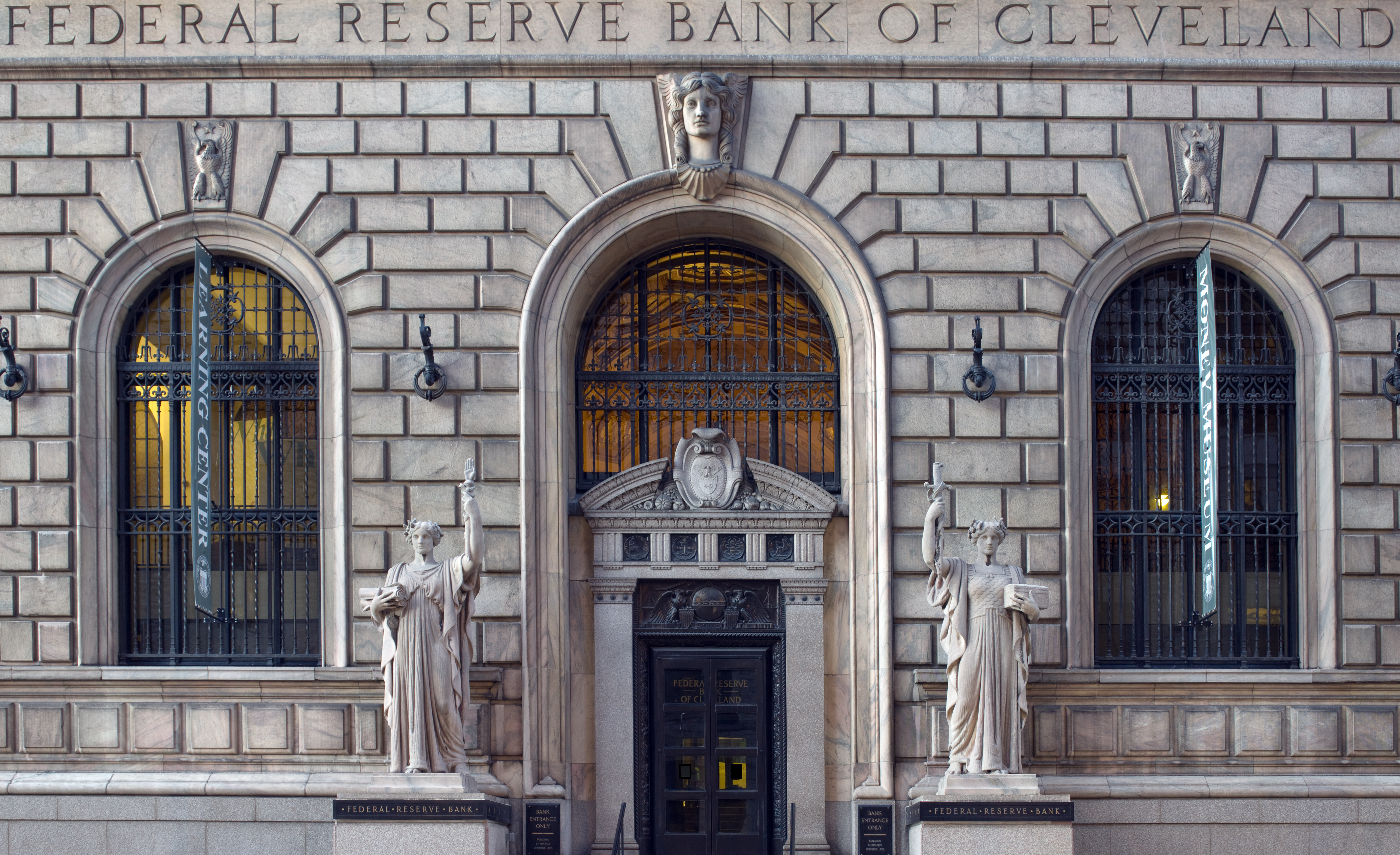
Entrada del Banco de la Reserva Federal de Cleveland

La ubicación de Cleveland en el río Cuyahoga y el lago Erie ha sido clave para su crecimiento. El canal de Ohio y Erie, junto con los enlaces ferroviarios, ayudaron a la ciudad a convertirse en un importante centro de negocios. El acero y muchos otros productos manufacturados surgieron como industrias líderes. Desde entonces, la ciudad ha diversificado su economía además de su sector manufacturero.
Fundado en 1914, el Banco de la Reserva Federal de Cleveland es uno de los 12 Bancos del Sistema de la Reserva Federal de Estados Unidos. Su edificio del centro, ubicado en East 6th Street y Superior Avenue, fue terminado en 1923 por el estudio de arquitectura Walker and Weeks. La sede del Cuarto Distrito del Sistema de la Reserva Federal, el banco emplea a 1000 personas y mantiene sucursales en Cincinnati y Pittsburg.
Cleveland y el condado de Cuyahoga albergan las sedes corporativas de las empresas incluidas en la lista Fortune 500, como Progressive, Sherwin-Williams, Parker-Hannifin, KeyCorp y Travel Centers of America. Otras grandes empresas con sede en la ciudad y el condado incluyen Aleris, American Greetings, Applied Industrial Technologies, Cleveland-Cliffs, Eaton, Forest City Realty Trust, Heinen's Fine Foods, Hyster-Yale Materials Handling, Lincoln Electric, Medical Mutual of Ohio, Moen Incorporated, NACCO Industries, Nordson Corporation, OM Group, Swagelok, Things Remembered, Third Federal S&L, TransDigm Group y Vitamix. La NASA mantiene una instalación en Cleveland, el Centro de Investigación Glenn. Jones Day, uno de los bufetes de abogados más grandes del país, fue fundado en Cleveland en 1893. La Bolsa de Valores de Cleveland se estableció en 1899 y duró 50 años hasta su fusión con la Bolsa de Valores del Medio Oeste en 1949.
La Clínica Cleveland es el empleador privado más grande en la ciudad de Cleveland y el estado de Ohio, con una fuerza laboral de más de 50 000 a a 2019. Lleva la distinción de estar entre los mejores hospitales de Estados Unidos con las calificaciones más altas publicadas en US News & World Report. El sector de la salud de Cleveland también incluye el Centro Médico de los Hospitales Universitarios de Cleveland, el centro médico MetroHealth y la compañía de seguros Medical Mutual of Ohio. Cleveland también se destaca en los campos de la Biotecnología y la investigación sobre las pilas de combustible, dirigida por la Universidad Case Western Reserve, la Clínica Cleveland y los Hospitales Universitarios de Cleveland. La ciudad se encuentra entre los principales receptores de inversiones para nuevas empresas e investigación en biotecnología.
La tecnología es otro sector en crecimiento en Cleveland. En 2005, la ciudad nombró un "zar de la tecnología" para reclutar empresas de tecnología para el mercado de oficinas del centro, ofreciendo conexiones a las redes de fibra de alta velocidad que se ejecutan debajo de las calles del centro en varias "oficinas de alta tecnología" enfocadas en Euclid Avenue. La Universidad Estatal de Cleveland contrató a un oficial de transferencia de tecnología para cultivar las transferencias de tecnología de la investigación de CSU a ideas y empresas comercializables en el área de Cleveland. Los observadores locales han notado que la ciudad está pasando de una economía basada en la fabricación a una economía basada en la tecnología de la salud.

## Educación
Cleveland es sede de múltiples de colleges y universidades. La más prominente entre estas es la Case Western Reserve University, una célebre institución de investigación y enseñanza situada en University Circle. Case es una universidad privada, la universidad más valorada en Ohio y la número 37 en los Estados Unidos según U.S. News & World Report, y es sede de varios programas de graduación altamente valorados. La University Circle es también la sede del Cleveland Institute of Art, el Cleveland Institute of Music, y el Ohio College of Podiatric Medicine. Cleveland State University, situada en el centro de Cleveland, es la universidad pública de la ciudad. Además de CSU, el centro alberga el campus metropolitano del Cuyahoga Community College, la institución de educación superior del condado, así como la Myers University, una escuela privada que se centra en la educación para los negocios.
El Distrito Escolar Metropolitano de Cleveland gestiona escuelas públicas.

## Transporte

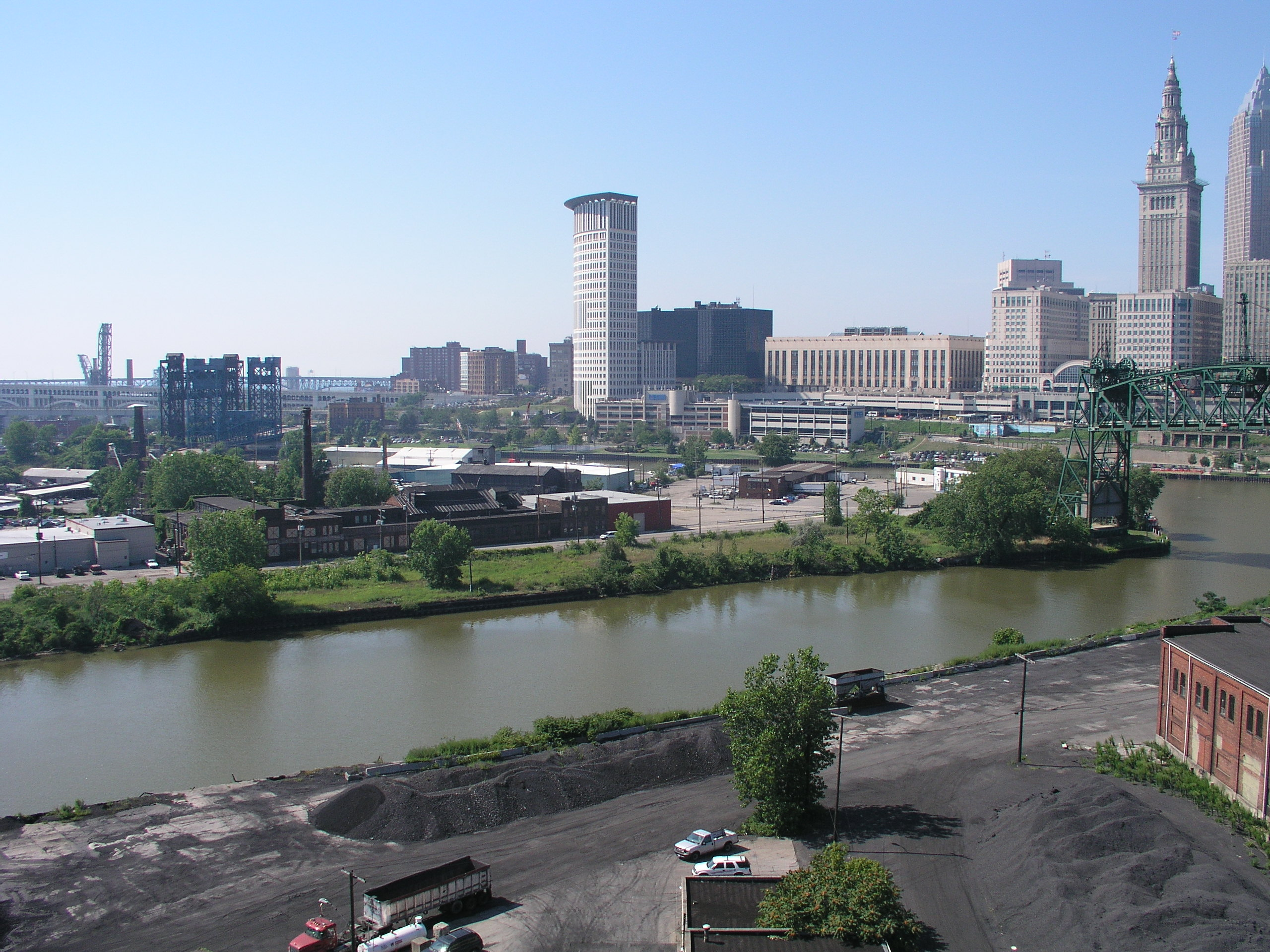
Río Cuyahoga en Downtown Cleveland.

La ciudad cuenta con dos aeropuertos. El aeropuerto Internacional Hopkins es la instalación más grande de la ciudad y un importante aeropuerto internacional que sirve como uno de los tres principales enlaces aéreos para Continental Airlines. Tiene la distinción de haber sido el primer aeropuerto con conexión rápida hacia el centro de la ciudad, creado en 1968. En 1930, el aeropuerto fue el lugar del primer sistema de iluminado del campo de aviación y de la primera torre de control de tráfico aéreo. Además del Hopkins, Cleveland está servido con el aeropuerto Burke Lakefront, en la orilla norte del centro entre el lago Erie y la carretera de la orilla. Burke es principalmente un aeropuerto de negocios y trabajo, aunque permitió servicios aéreos comerciales a principios de los años 1990.
Cleveland actualmente tiene una red de buses y metro públicos. Consiste en dos líneas de metro, conocidas como las líneas verde y azul, y una línea de ferrocarril, la línea roja.
Tres autopistas interestatales de dos dígitos sirven a Cleveland directamente. La Interstate 71 comienza justo al suroeste del centro y es la principal ruta desde el centro de Cleveland hasta el aeropuerto. La Intersate 71 pasa por el sureste de las afueras y finalmente conecta Cleveland con Columbus. La Interstate 77 empieza en el centro de Cleveland y avanza hacia el sur a través de los barrios periféricos del sur. La Interstate 77 es la que tiene menos tráfico de las tres, aunque conecta Cleveland con Akron. La Interstate 90 conecta las dos partes de Cleveland, y es el final norte para la Interstate 71 y la Interstate 77.
El condado Cuyahoga, que es el más poblado de Ohio según el censo de 2010, y cuyo centro administrativo es Cleveland, se conecta con este a través de la Ruta 82 al cruzar por el puente de alto nivel Brecksville -Northfield. El atractivo puente, diseñado por Alfred M. Pelgate, mide 344 m de alto y se extiende a través del río de Cuyahoga.
El 30 de abril de 2012, el Grupo de Tareas de Terrorismo del FBI detuvo a cinco individuos acusados de conspirar para usar explosivos con el fin de destruir este puente. Douglas Wright, Brandon Baxter, Hayne Anthony fueron acusados de conspiración y posible uso de materiales explosivos para dañar la propiedad física que afecta el comercio interestatal. Los cargos para los otros dos integrantes del grupo, Stevens Connor y Josué Stafford continúan pendientes. El grupo se autoproclamó como “anarquista” y continúa bajo vigilancia de la policía.
Los sospechosos buscaban detonar el puente a través de un control remoto desde la estación de tren Cuyahoga Valley Scenic Railroad Brecksville y para distraer a las autoridades iban a usar bombas de humo según informó el FBI a través de un comunicado de prensa. El FBI se abstuvo de dar más declaraciones para “permitir que el proceso judicial se desarrolle y cuente la historia” según informó la agente especial Vicki Anderson.
Ni el puente ni el público estuvieron en peligro. Sin embargo la alerta creció por el aniversario de la muerte Osama Bin Laden.

## Personajes ilustres
- Eric Carmen, cantante y compositor
- Lili Reinhart, actriz
- Gordon Allport, psicólogo
- Yvette Nicole Brown, actriz (Drake & Josh, Community)
- Brian Michael Bendis, escritor de cómic
- Halle Berry, actriz
- Tracy Chapman, cantante
- Wes Craven, director de cine
- Screamin' Jay Hawkins, cantante
- Bob Hope, cómico y actor
- Carol Kane, actriz
- Robert Patrick, actor
- Harvey Pekar, autor de cómic
- Trent Reznor, cantante y compositor de Nine Inch Nails
- Anthony Russo y Joe Russo, directores de cine y TV
- Machine Gun Kelly, rapero
- Amanda Berry, celebridad
- Eric Singer, baterista de Kiss